# Koszorúvarrat

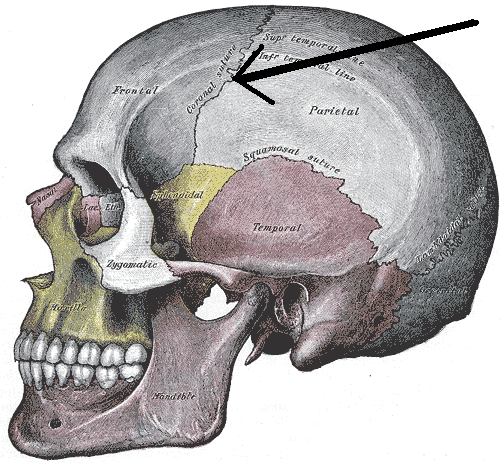
a koszorúvarrat függőlegesen körbe futja koponyát

A koszorúvarrat (latinul sutura coronalis) egy vastag kapcsolódási, ízesülési pont ami elválasztja a falcsontot (os parietale) és a homlokcsontot (os frontale)

## Deformitásai
Ha nem jól kapcsolódnak össze a csontok, mivel születéskor és utána még kutacs van közöttük, akkor deformitás, fejlődési rendellenesség alakul ki. Két ilyen rendellenesség létezik.
- Csúcsfejűség (oxycephalia)
- Ferdefejűség (plagiocephalicus)